# Raymond Rognoni
Pour les articles homonymes, voir Rognoni.
Raymond Rognoni, né le 16 août 1892 à Paris et mort le 26 septembre 1965 dans la même ville, est un comédien français. Il crée l'École des enfants du spectacle en 1924 et le Centre de jeunesse du spectacle (future École de la rue Blanche) en 1941.

## Biographie
Raymond Rognoni, de son nom complet Roch-Raymond Rognoni, nait en 1892 à Paris d'un père facteur et d'une mère concierge. Il a trois sœurs, Marguerite Germaine (1889, morte au berceau), Marguerite (1890), et Germaine Françoise (1895-1953).
À peine majeur, Raymond Rognoni est engagé volontaire en novembre 1910, pour 3 ans, au 89e Régiment d'infanterie. Il est rappelé aux armées le 1er août 1914 à la suite de l'ordre de mobilisation générale, mais est fait prisonnier à la bataille de Revigny dès le 6 septembre 1914. Il est détenu jusqu'au 28 juillet 1915. À son retour, il est nommé caporal le 3 avril 1916. En janvier 1917, il est affecté dans la 22e section d'infirmiers et en février 1918 dans la 19e section d'infirmiers. Il est démobilisé le 6 août 1919, après près de 9 années de vie militaire, et on lui délivre un simple certificat de bonne conduite.
Raymond Rognoni se marie le 8 aout 1921 avec Antoinette Berthe Guillamaud qui lui donne trois fils, Louis Raymond (1923-2006, auteur), Jean Roch (1924-1996, producteur), et Jacques Antoine (1931-1990).
Reçu au Conservatoire, il en sort avec le Premier Prix en 1922. Il est pensionnaire de la Comédie-Française de 1922 à 1929. Il enseigne au Conservatoire d'Amiens.
Par ailleurs, il fonde en 1924, avec le statut d'association, une école destinée à protéger les jeunes acteurs en rupture de scolarité, l'École des enfants du spectacle. En 1932, cela lui vaut la Légion d'honneur.
En 1932, il ouvre l'une des premières écoles de cinéma, le Cours d'introduction au cinéma : « Ce que je désire, (…) c’est faire travailler mes élèves dans une atmosphère familiale et gaie et leur donner un enseignement qui les destine spécialement au Cinéma. Pas de travail sur des tirades ou sur des scènes de théâtre mais des scénarios réels et ceci en collaboration avec notre confrère en
microphone. » Le directeur du poste parisien de Radio L.L. et un speaker sont chargés de « l’enseignement du micro », l’actrice Odette Talazac des cours de musique, le réalisateur Yvan Noé des cours de scénarios, trois autres professeurs enfin des cours de danse et de langues étrangères.
En 1941, il fonde le Centre de jeunesse du spectacle, ancêtre de l’ENSATT, et le dirige entre 1941 et 1944.
En mai 1942, il rédige pour le Secrétariat des Beaux-Arts un projet de réorganisation de la Comédie-Française. Il propose de « redonner leur place aux trois institutions que sont le Conservatoire, l’Odéon et la Comédie-Française. Raymond Rognoni déplore qu’il n’y ait pas un parcours précis, à savoir : l’enseignement au Conservatoire, l’apprentissage à l’Odéon par un stage, puis l’engagement au Français ; il souhaite également que les trois institutions soient dirigées par le même homme. » Il réclame que le Conservatoire ait une cohérence pédagogique et artistique, « plutôt que de laisser, de manière disparate et anarchique, les différents professeurs enseigner chacun de leur côté ».
Pendant l'Occupation allemande, Raymond Rognoni est un « partisan affiché de la collaboration avec l'Allemagne nazie sous l'Occupation ». Dans son livre Le Juif Süss et la propagande nazie : L'Histoire confisquée, Claude Singer relève plusieurs comportements sans ambiguïté : il est la voix française d'un des personnages du film de propagande nazie Le Juif Süss sorti en 1940 ; il joue dans un film français ouvertement antisémite, Les corrupteurs, de Pierre Ramelot (1942) ; il « participe, à plusieurs reprises, à des émissions de propagande sur Radio-Paris » ; enfin, en mars 1944, il prête sa voix au documentaire de propagande nazie Katyn.
Dans l'immédiat après-guerre, il part trois ans en Amérique du sud avant de reprendre sa vie parisienne en 1948 et de donner des cours au Théâtre des Mathurins.
Il meurt le 26 septembre 1965 à son domicile au no 11, rue de Verneuil dans le 7e arrondissement. Il est inhumé au cimetière du Père-Lachaise (94e division).

## L'École des enfants du spectacle (1924)
Créée en 1924, l'École des enfants du spectacle, renommée plus tard[Quand ?] Collège Rognoni, est un établissement public de l'Éducation nationale, destiné aux collégiens engagés dans une activité extra-scolaire intensive. Elle accueille des élèves venant de la région francilienne qui pratiquent les arts vivants, danse, musique, tennis, patinage, gymnastique rythmique sportive (GRS), cirque, théâtre, comédie, etc. Les élèves sont sélectionnés sur la qualité de leur pratique artistique, sportive ou musicale ainsi que sur leurs résultats scolaires.

## Le Centre de formation professionnelle du spectacle (1941)
Créé le 15 avril 1941, le Centre de formation professionnelle du spectacle, appelé aujourd'hui École nationale supérieure des arts et techniques du théâtre (ENSATT) et autrefois « école de la rue Blanche », occupe alors le nº32 de la rue Eugène-Flachat, dans le 17e arrondissement de Paris. Raymond Rognoni apporte avec lui des comédiens (Pierre Dux, Jean Debucourt, Jean Meyer), des danseurs (Guy Laîné), des chanteuses lyriques (Andrée Marillet), qui font partie des premiers enseignants de l'école.
Le 20 novembre 1941, le centre est transformé en "Centre de jeunesse du spectacle" dans le cadre des centres de formation professionnelle institués par le gouvernement de Vichy. C'est alors une école préparatoire gratuite au Conservatoire national supérieur d'art dramatique (alors "Conservatoire de musique et de déclamation"), ouverte à d'autres disciplines, la décoration, l'écriture de pièces, la mise en scène ainsi qu'à des enseignements théoriques et pratiques.

## Rôles au théâtre

### Comédien
- 1920 : Le Retour de Robert de Flers et Francis de Croisset, théâtre de l'Athénée : Dumont

### Comédie-Française
- 1922 : On ne badine pas avec l'amour d'Alfred de Musset : Blasius
- 1922 : L'Amour veille de Gaston Arman de Caillavet et Robert de Flers : Julien
- 1922 : Le Chevalier de Colomb de François Porché : Don Fernand
- 1922 : George Dandin de Molière : Lubin
- 1922 : Le Barbier de Séville de Beaumarchais : L'Éveillé
- 1922 : Les Plaideurs de Jean Racine : Petit-Jean
- 1923 : Le Dépit amoureux de Molière
- 1923 : Monsieur Brotonneau de Robert de Flers et Gaston Arman de Caillavet : Fridel
- 1923 : Le Mariage de Figaro de Beaumarchais : Grippesoleil
- 1923 : Un homme en marche de Henry Marx : Louis
- 1923 : Jean de La Fontaine de Louis Geandreau et Léon Guillot de Saix : Gros-René
- 1923 : Les Plaideurs de Jean Racine : le souffleur
- 1924 : Les Fourberies de Scapin de Molière, mise en scène Charles Granval : Sylvestre
- 1924 : Je suis trop grand pour moi de Jean Sarment : le voyou
- 1924 : Le Rez-de-chaussée de Julien Berr de Turique : Célestin
- 1924 : Le Misanthrope de Molière : Dubois
- 1924 : Molière et son ombre de Jacques Richepin
- 1924 : La Part du roi de Catulle Mendès : un valet
- 1925 : L'École des quinquagénaires de Tristan Bernard : un voyageur
- 1925 : Dom Juan ou le Festin de pierre de Molière, mise en scène Raphaël Duflos : La Violette
- 1925 : Dupont et Durand d'Alfred de Musset : Durand
- 1926 : La Carcasse de Denys Amiel et André Obey : M. Labourdette
- 1926 : Vieille renommée d'Alfred Athis : Méguin
- 1926 : À quoi rêvent les jeunes filles d'Alfred de Musset, mise en scène Charles Granval, musique Claude Debussy, décors Marie Laurencin : Quinola
- 1926 : Les Compères du roi Louis de Paul Fort : Le Glorieux
- 1927 : Monsieur Scapin de Jean Richepin : Tristan
- 1928 : Le Philosophe sans le savoir de Michel-Jean Sedaine : un domestique de d'Esparville
- 1928 : Turcaret ou le Financier d'Alain-René Lesage, mise en scène Émile Fabre : Flamand

### Après la Comédie-Française
- 1939 : Les Vacances d'Apollon de Jean Berthet, mise en scène Raymond Rognoni, théâtre Pigalle
- 1942 : Sylvie et le fantôme d'Alfred Adam, mise en scène André Barsacq, théâtre de l'Atelier : le baron
- 1945 : La Vie est belle de Marcel Achard, mise en scène Jean Meyer, théâtre de la Potinière
- 1945 : Topaze de Marcel Pagnol, mise en scène Alfred Pasquali, théâtre Pigalle : Castel-Benac
- 1951 : Huturatu de Robert Durran et Jean-Jacques Varoujean, mise en scène Raymond Raynal, théâtre de l'Apollo : Zed
- 1954 : L'Homme traqué de Frédéric Dard d'après Francis Carco, mise en scène Robert Hossein, théâtre du Casino municipal de Nice : Fouasse

### Metteur en scène
- 1939 : Les Vacances d'Apollon de Jean Berthet, théâtre Pigalle

## Rôles au cinéma
- 1931 : L'Amour à l'américaine de Claude Heymann : le beau-père
- 1931 : La Chauve-souris de Karel Lamač et Pierre Billon
- 1931 : La Fortune de Jean Hémard
- 1931 : Une nuit au paradis de Karel Lamač et Pierre Billon
- 1932 : Plein la vue de Nico Lek et Edmond carlus - moyen métrage
- 1933 : La Fille du régiment de Karel Lamač et Pierre Billon
- 1933 : Plein aux as de Jacques Houssin
- 1933 : Son autre amour de Constant Rémy et Alfred Machard
- 1933 : Tambour battant de Arthur Robison et André Beucler
- 1933 : Une femme au volant de Kurt Gerron et Pierre Billon
- 1933 : L'École des auteurs de Germain Fried - court métrage
- 1934 : L'Amour en cage de Karel Lamač et Jean de Limur : le directeur de la prison
- 1934 : L'Aventurier de Marcel L'Herbier : le gardien-chef de la prison
- 1934 : Cessez le feu de Jacques de Baroncelli
- 1934 : Le Chéri de sa concierge de Giuseppe Guarino
- 1934 : La dactylo se marie de René Pujol et Joe May : Gaillard
- 1934 : La Maison dans la dune de Pierre Billon
- 1934 : Turandot, princesse de Chine de Gerhard Lamprecht et Serge Veber : le fruitier
- 1934 : Votre sourire de Monty Banks et Pierre Caron
- 1934 : Le Médecin malgré lui de Pierre Weill - court métrage
- 1934 : Une cliente pas sérieuse ou Le Pharmacien de René Gaveau - court métrage
- 1935 : La Marche nuptiale de Mario Bonnard : l'hôtelier
- 1935 : La Fille de Mme Angot de Jean Bernard-Derosne : Cadet
- 1935 : Promesses de René Delacroix
- 1935 : Meute et Kangourous de René Delacroix - moyen métrage
- 1935 : Papa Sandwich de Pierre Weill - court métrage
- 1936 : L'Argent de Pierre Billon
- 1936 : Au service du tsar de Pierre Billon
- 1936 : La Guerre des gosses de Jacques Daroy et Eugène Deslaw : le père Lebrac
- 1936 : La Madone de l'Atlantique de Pierre Weill
- 1937 : Claudine à l'école de Serge de Poligny : un examinateur
- 1938 : Conflit de Léonide Moguy
- 1938 : Frères corses de Géo Kelber
- 1938 : Grand-père de Robert Péguy
- 1938 : Je chante de Christian Stengel
- 1938 : La Maison du Maltais de Pierre Chenal : un badaud
- 1938 : Paix sur le Rhin de Jean Choux
- 1939 : La Famille Duraton de Christian Stengel : Gérard
- 1939 : Vidocq de Jacques Daroy
- 1939 : Le monde tremblera ou La Révolte des vivants de Richard Pottier
- 1939 : Pièges de Robert Siodmak : l'inspecteur de police
- 1940 : Faut ce qu'il faut ou Monsieur Bibi de René Pujol
- 1940 : Monsieur Hector de Maurice Cammage : Monturet
- 1942 : Les Corrupteurs de Pierre Ramelot - court métrage
- 1943 : L'École de Barbizon de Marco de Gastyne - court métrage
- 1944 : L'Île d'amour de Maurice Cam
- 1944 : Les Caves du Majestic de Richard Pottier : le directeur du Majestic
- 1944 : Mademoiselle X de Pierre Billon : le maire
- 1945 : Les Enfants du paradis de Marcel Carné : le directeur du Grand Théâtre
- 1945 : Le Père Goriot de Robert Vernay : Poiret
- 1946 : Sylvie et le Fantôme de Claude Autant-Lara : Damas
- 1949 : Plus de vacances pour le Bon Dieu de Robert Vernay : le curé
- 1950 : Mon phoque et elles de Pierre Billon : le gérant
- 1950 : Maldonne de Henri Verneuil - court métrage
- 1951 : L'Agonie des aigles de Jean Alden-Delos : Coutillo
- 1951 : Ils sont dans les vignes de Robert Vernay
- 1951 : Le Plaisir de Max Ophüls : le curé
- 1951 : Seuls au monde de René Chanas : Lassègne
- 1953 : Leur dernière nuit de Georges Lacombe : un pensionnaire

## Doublage
Les dates en italique correspondent aux sorties initiales.

### Films
| - Edward G. Robinson dans : - Obsessions (1943) - Marshall Tyler - Ils étaient tous mes fils (1948) - Joe Keller - Les Dix Commandements (1956) - Dathan - Ma geisha (1962) - Sam Lewis, le producteur - Chubby Johnson dans : - Les Affameurs (1952) - Capitaine Mello - La Blonde du Far-West (1953) - Rattlesnake - Le Justicier impitoyable (1953) - Shorter - Je suis un aventurier (1954) - Dusty - Robert Burton dans : - Taza, fils de Cochise (1954) - le général George Crook - La Main gauche du Seigneur (1955) - Révérend Marvin - Le Génie du mal (1959) - M. Straus - Les Sept Chemins du couchant (1960) : Eavens - Peter Lorre dans : - Vingt mille lieues sous les mers (1954) : Conseil - Le Tour du monde en quatre-vingts jours (1956) : Le garçon de cabine du Carnatic - Le Cirque fantastique (1959) : Skeeter - Wallace Ford dans : - Le Sentier de l'enfer (1951) - 'Irish' Potts - Menace dans la nuit (1951) - Frank Dobbs - Le clown est roi (1954) - Sam Morley - Miles Malleson dans : - Le Grand Alibi (1950) : Mr Fortesque - Noblesse oblige (1949) - Monsieur Elliot - Charles Laughton dans : - Le Procès Paradine (1947) - Lord Thomas Horfield, le juge - Salomé (1953) - le roi Hérode | - Edgar Buchanan dans : - L'Homme des vallées perdues (1953) - Fred Lewis - Coups de feu dans la Sierra (1962) - Juge Tolliver - Oskar Homolka dans : - Sept Ans de réflexion (1955) - Dr Brubaker - L'Adieu aux armes (1957) - Dr Emerich - Sandro Giglio dans : - Le Choc des mondes (1951) - Dr Ottinger - La Maison de bambou (1955) - Ceram - Edmund Gwenn dans : - Le Miracle sur la 34e rue (1947) - Kris Kringle - Mais qui a tué Harry ? (1955) - le capitaine Albert Wiles - Thomas Mitchell dans : - La Chevauchée fantastique (1939) - Dr. Josiah Boone - La Rivière d'argent (1948) - John Plato Beck - Herb Vigran dans : - L'Esclave du gang (1950) - Vito Maggio - Échec au hold-up (1951) - Joe, le fonctionnaire de Police - Steven Geray dans : - La Légende de l'épée magique (1953) - Barcus - Un grain de folie (1954) - Docteur Krüger - Donald Crisp dans : - Ce n'est qu'un au revoir (1955) - le vieux Martin - Pollyanna (1960) : Le Maire Karl Warren (Donald Crisp) - Barry Fitzgerald dans : - La Ville d'argent (1951) : RR Jarboe - L'Homme tranquille (1952) - Michaleen O'Flynn - Paolo Ferrara dans : - Vêtir ceux qui sont nus (1953) - le maréchal - Du sang dans le soleil (1954) - Maresciallo Taddei - Charles Carson dans : - Les Briseurs de barrages (1955) - Le docteur - Un brin d'escroquerie (1960 - Robert Holland |

- 1936 : La Charge de la brigade légère - Sir Benjamin Warrenton (Nigel Bruce)
- 1939 : Gunga Din - Le gourou (Eduardo Ciannelli)
- 1939 : L'Autre - Dr Muller (Maurice Moscovitch)
- 1940 : L'Escadron noir - Juge Buckner (Raymond Walburn)
- 1940 : Le Juif Süss : Charles-Alexandre, duc de Würtemberg (Heinrich George)
- 1946 : Les Plus Belles Années de notre vie - Mr. Parrish (Walter Baldwin)
- 1947 : Capitaine de Castille - Le professeur Botello, astrologue (Alan Mowbray)
- 1947 : Ambre - un magistrat (Robert Greig)
- 1947 : Le Mur invisible - Dr. Craigie (Nicholas Joy)
- 1948 : La Cité sans voiles - Capitaine Donahue (Frank Conroy)
- 1948 : Le Voleur de bicyclette - Baiocco (Gino Saltamerenda)
- 1948 : Le Garçon aux cheveux verts - Gramp (Pat O'Brien)
- 1948 : Jeanne d'Arc - Georges de la Trémouille (Gene Lockhart)
- 1948 : Le Justicier de la Sierra - Raven McBride (Alex Gerry)
- 1948 : Le Barrage de Burlington - Rider (Edmund Cobb)
- 1948 : Johnny Belinda - Dr Horace M. Gray (Jonathan Hale)
- 1949 : La Belle Aventurière (The Gal Who Took the West) de Frederick de Cordova-  Général Michael O'Hara (Charles Coburn)
- 1949 : Le Champion - Hammond (Ralph Sanford)
- 1949 : Horizons en flammes - le sénateur Bentley (Stanley Ridges)
- 1950 : La Main qui venge - Barney (Ed Begley)
- 1950 : Le Kid du Texas (The Kid from Texas) de Kurt Neumann - Alexander Kain (Albert Dekker)
- 1950 : Le Moineau de la Tamise - Sergent Naseby (Raymond Lovell)
- 1950 : Montana - Shérif Jake Overby (Lane Chandler)
- 1950 : Harvey : Dr Chumley (Cecil Kellaway)
- 1950 : Francis, le mulet qui parle - le colonel Hooker (Ray Collins)
- 1950 : L'Aigle du désert - Prince Sinbad (Joe Besser)
- 1951 : On murmure dans la ville - Arthur Higgins (Sidney Blackmer)
- 1951 : David et Bethsabée - L'ambassadeur égyptien (George Zucco)
- 1951 : Les Hommes-grenouilles - le général Jack Coleson (Sydney Smith)
- 1952 : Le monde lui appartient -  Général Ivan Vorashilov (Sig Ruman)
- 1952 : Passage interdit - Matt Denbow (Minor Watson)
- 1952 : L'Énigme du Chicago Express - Sam Jennings (Paul Maxey)
- 1952 : Mes six forçats - James T. Connie (Millard Mitchell)
- 1952 : L'Ange des maudits - Baldy Gunder (William Frawley)
- 1953 : Les Amants de Tolède -  Pedro le bourreau (José Maria Lado)
- 1953 : Le Souffle sauvage - Chef de gare ([Qui ?])
- 1953 : Une affaire troublante - Henry Vining (Walter Fitzgerald)
- 1953 : L'Homme au masque de cire - M. Flannigan (Jack Kenney)
- 1953 : Le Marchand de Venise - Le doge (Nerio Bernardi)
- 1954 : La Piste des éléphants - Dr Pereira (Abner Biberman)
- 1954 : L'Étrange Créature du lac noir -  le docteur Carl Maia (Antonio Moreno)
- 1954 : Les Gladiateurs - Le magistrat (Dayton Lummis)
- 1954 : Prince Vaillant - roi Arthur (Brian Aherne)
- 1954 : Le Chevalier du roi - William (Herbert Marshall)
- 1954 : Le Secret magnifique - Dan (Joseph Mell)
- 1954 : L'Homme au million - le dirigeant d'une compagnie d'assurance (Gordon McLeod)
- 1955 : Le Procès - George (Everett Glass)
- 1955 : Le Seigneur de l'aventure - L'ambassadeur français (Romney Brent)
- 1955 : La Main au collet - le commissaire Lepic (René Blancard)
- 1955 : Les Implacables - Le colonel Norris (Steven Darrell)
- 1955 : Opération Tirpitz - Winley (Leslie Weston)
- 1955 : El Tigre - le sergent Diego (Alan Reed)
- 1955 : La Terre des pharaons - Mikka, le serviteur de Vashtar (James Hayter)
- 1955 : À l'ombre des potences - Mr. Swenson (Jean Hersholt)
- 1955 : Strategic Air Command - Tom Doyle (Jay C. Flippen)
- 1955 : Le Bouffon du roi - le roi Roderick I (Cecil Parker)
- 1955 : Valse royale - le ministre Dönninges (Hans Leibelt)
- 1956 : Tu seras un homme, mon fils - M. Duchin (John Mylong)
- 1956 : Coup de fouet en retour - Rebel, le barman (William Phillips)
- 1956 : La Neige en deuil - Père Belacchi (William Demarest)
- 1956 : L'Homme au complet gris - Edward M. Schultz (Joseph Sweeney)
- 1956 : Les Échappés du néant - Pr Henry Spangler (Cameron Prud'homme)
- 1956 : Hélène de Troie - le grand prêtre (Esmond Knight)
- 1956 : La Bataille du Rio de la Plata - Dr Guani, ministre uruguayen des affaires étrangères (Peter Illing)
- 1956 : Une Cadillac en or massif - le sénateur Simkins (Harry Antrim)
- 1956 : Alexandre le Grand - Aristote (Barry Jones)
- 1956 : L'Espion de la dernière chance - le professeur (Ernst Stahl-Nachbaur)
- 1957 : Frankenstein s'est échappé - le professeur Bernstein (Paul Hardtmuth)
- 1957 : Pour que les autres vivent - Mr. Wheaton (Finlay Currie)
- 1957 : Le Salaire du diable - Harry Youngquist (Joseph J. Greene)
- 1957 : Mon homme Godfrey - le détective (Fred Coby)
- 1957 : Jesse James, le brigand bien-aimé - Le juge (Alexander Campbell)
- 1958 : La Brigade des bérets noirs - le commandant italien (George Coulouris)
- 1958 : La Fureur des hommes - Amos Bradley (Chill Wills)
- 1958 : Bravados - Simms, le faux bourreau (Joe DeRita)
- 1958 : La Mouche noire - Gaston, le veilleur de nuit (Torben Meyer)
- 1958 : La Ronde de l'aube - Claude Mollet (Eugene Borden)
- 1958 : Je pleure mon amour - Alfy (Cameron Hall)
- 1958 : Duel dans la Sierra - John Forbes (Carl Benton Reid)
- 1958 : Le Cauchemar de Dracula - Le policier (George Merritt)
- 1958 : Inspecteur de service - Arthur Sayer (Laurence Naismith)
- 1958 : 10, rue Frederick - Mike Slattery (Tom Tully) et Conrad Hoffman (Fred Essler)
- 1959 : Notre agent à La Havane - Dr Braun (Karel Stepanek)
- 1959 : L'Homme aux colts d'or - Dr Wagner (Don Beddoe)
- 1959 : Le Journal d'Anne Frank - M. Albert Dussell (Ed Wynn)
- 1959 : Le Courrier de l'or - Christy (Fred Sherman)
- 1959 : Un matin comme les autres - Sam Foster (Harry Denny)
- 1959 : Le Maître de forges - Dr Garnier (Massimo Pianforini)
- 1960 : Le Paradis des monte-en-l'air - le chef P.O. Jenkins (George Woodbridge)
- 1960 : Les Chevaliers teutoniques - Frère Kaleb (Feliks Zukowsk)
- 1960 : L'Histoire de Ruth - Clashed (Ralph Moody)
- 1961 : Hold-up au quart de seconde - Pop Kane (J. Pat O'Malley)
- 1961 : L'Empreinte du dragon rouge - un membre de la secte des Tongs (Cyril Shaps)
- 1962 : Tempête à Washington - le sénateur Warren Strickland (Will Geer)
- 1962 : Taras Bulba - Abbot (Abraham Sofaer)
- 1962 : Un direct au cœur - Maynard (Robert Emhardt)
- 1962 : Tarzan aux Indes - le Maharadjah (Murad)
- 1963 : Le Procès des doges - ? (Ugo Attanasio)
- 1963 : Capitaine Sinbad - le roi (Rolf Wanka)
- 1963 : Le Lion de Saint-Marc - le doge Corrado (Feodor Chaliapin Jr.)
- 1963 : L'Incroyable Randonnée - Jeremy (Tommy Tweed)
- 1963 : Shéhérazade - un villageois (Félix Fernández)
- 1964 : Jerry souffre-douleur - Cadre sur le parcours de golf (Gavin Gordon)
- 1965 : Buffalo Bill, le héros du Far-West - Renard Sage (Fédor Chaliapine fils)
- 1965 : Les Quatre Fils de Katie Elder - Jeb Ross (Strother Martin)
- 1965 : Le Crâne maléfique - le médecin-légiste (Patrick Magee)

### Films d'animation
- 1937 : Blanche-Neige et les Sept Nains :  Joyeux (2e doublage, 1962)
- 1959 : La Belle au bois dormant : le roi Hubert (1er doublage, 1959)